# Juan Bianchi (Maler)
Juan Bianchi Antogina (* 1817 in Mailand; † 1875 in Santiago de Chile) war ein chilenischer Maler italienischer Herkunft.
Bianchi wurde in Mailand zum Maler und Porträtisten ausgebildet. 1847 reiste er nach Chile und wurde Professor für Malerei an der Schule von Josefa Larraín de Aldunate. 1848 wurde er Nachfolger von José Zegers am Instituto Nacional. Dort zählten José Miguel Blanco und José Mercedes Ortega zu seinen Schülern. 1852 heiratete er Flora Tupper Zegers, eine Nichte José Zegers' und Tochter der Musikerin Isidora Zegers. 1872 erhielt er die chilenische Staatsbürgerschaft.
Im Jahr 1863 veröffentlichte er einen Tratado de Dibujo Lineal. Ein großer Teil seiner Gemälde ist verloren gegangen. Ein Selbstporträt befindet sich im Besitz des Museo Nacional de Bellas Artes.

## Quelle
- Artistas Visuales Chilenos - Juan Bianchi

| Personendaten    | Personendaten          |
| ---------------- | ---------------------- |
| NAME             | Bianchi, Juan          |
| ALTERNATIVNAMEN  | Bianchi Antogina, Juan |
| KURZBESCHREIBUNG | chilenischer Maler     |
| GEBURTSDATUM     | 1817                   |
| GEBURTSORT       | Mailand                |
| STERBEDATUM      | 1875                   |
| STERBEORT        | Santiago de Chile      |